# Tricca

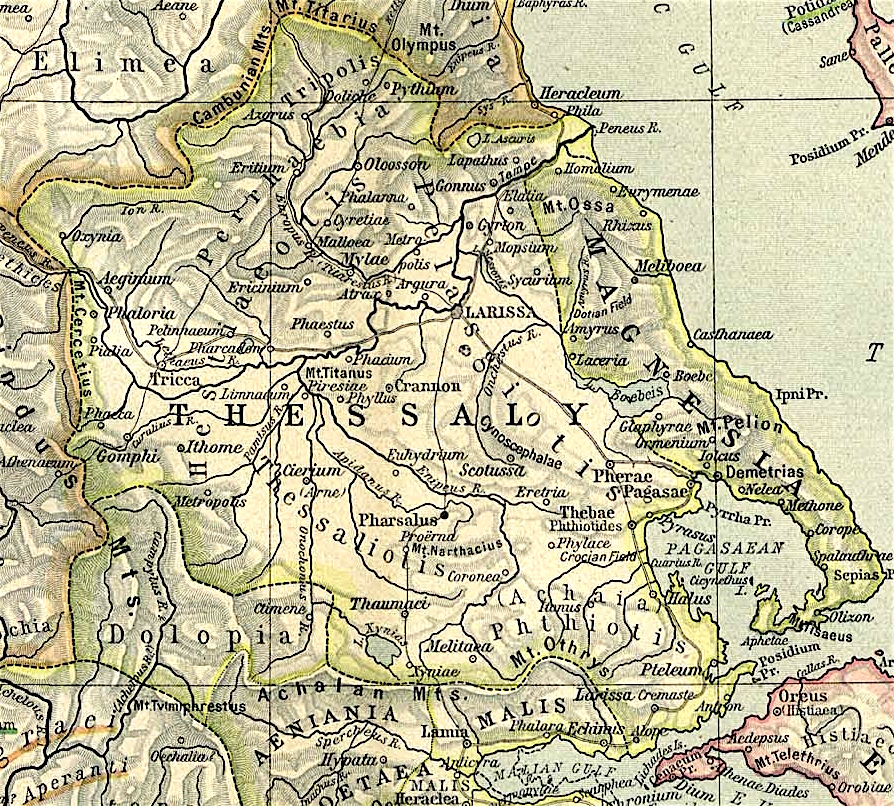
Mappa dell'antica Tessaglia; Tricca si trova nella parte occidentale della regione.

Tricca (in greco antico: Τρίκκη?, Tríkkē o Τρίκκα, Tríkka) è stata una polis della Tessaglia.
È menzionata da Omero come regno di Macaone e Podalirio, figli di Asclepio e medici dell'esercito greco, che guidarono gli abitanti di Tricca nella guerra di Troia.